# Bahnhof New Cross

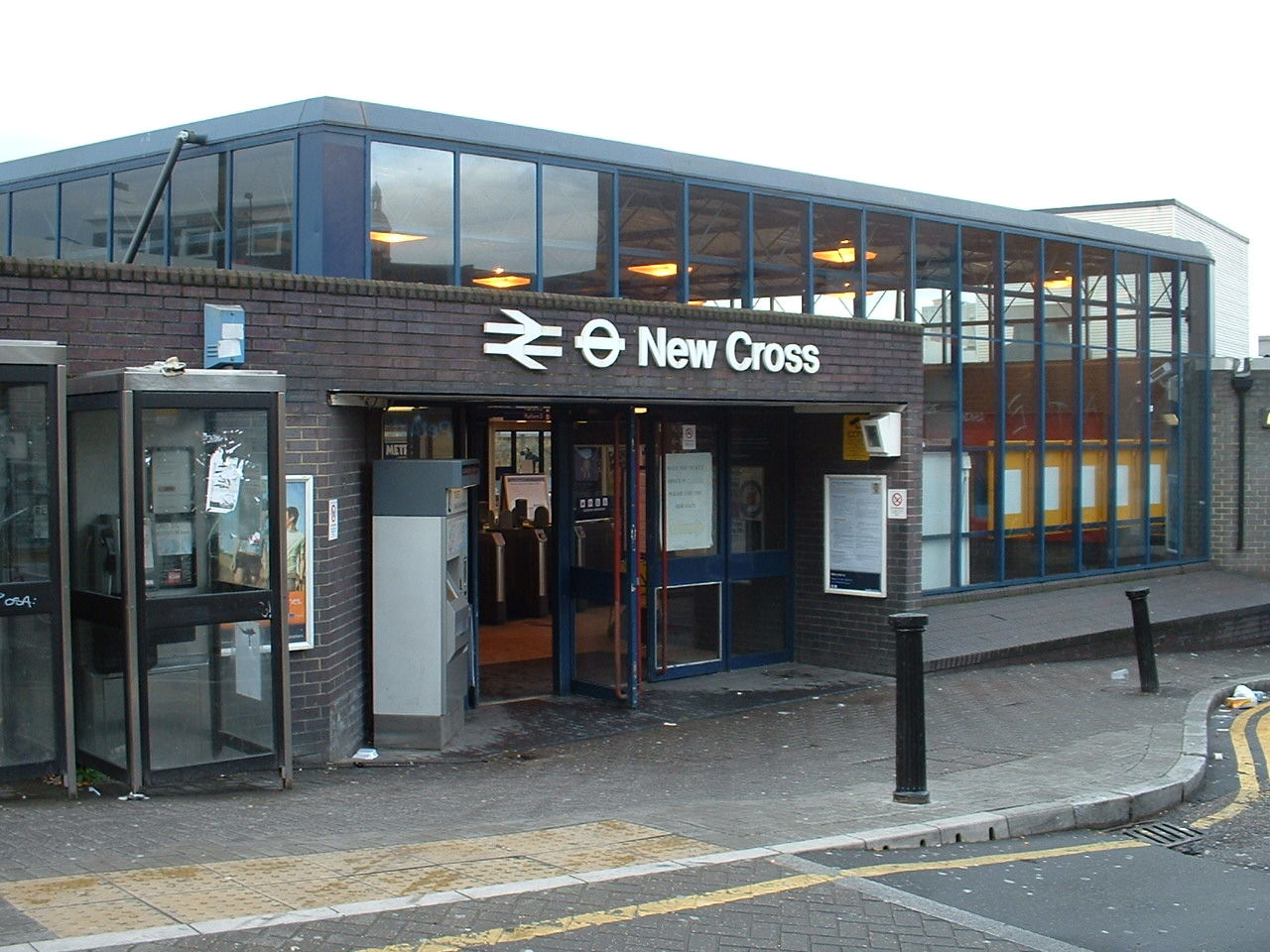
Bahnhofsgebäude

New Cross ist ein Bahnhof im Stadtbezirk London Borough of Lewisham. Er liegt in der Travelcard-Tarifzone 2 an der Kreuzung von New Cross Road und Amersham Way, etwa 600 Meter östlich des Bahnhofs New Cross Gate.
In New Cross endet ein Streckenast der East London Line, einer Linie der London Overground. Züge der Eisenbahngesellschaft Southeastern verkehren in Richtung Süden nach Kent, in Richtung Norden zu den Bahnhöfen Cannon Street und Charing Cross. Im Jahr 2013 nutzten 2,480 Millionen Fahrgäste den Bahnhof.

## Eisenbahn

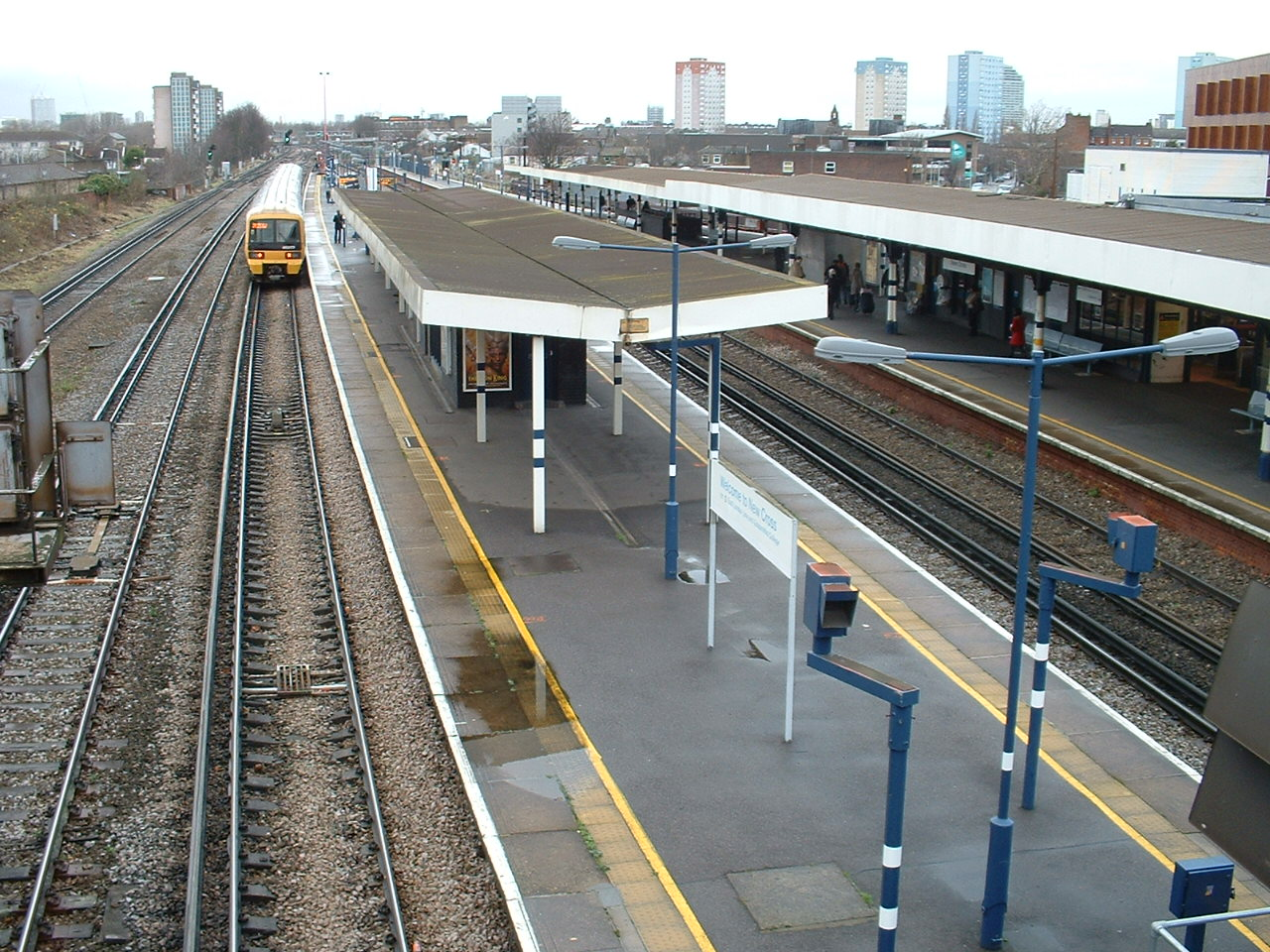
Blick auf die Bahnsteige

Während des britischen Eisenbahnbooms Ende der 1830er Jahre bauten zwei verschiedene Gesellschaften Strecken in dieser Gegend. Die London and Croydon Railway (L&CR) eröffnete am 5. Juni 1839 einen Bahnhof an der Kreuzung von New Cross Road und Hatcham Park Road. Die South Eastern Railway (SER) folgte am 1. Oktober 1850 mit einem Bahnhof an der Kreuzung von New Cross Road und Amersham Way. Beide Bahngesellschaften nannten ihre Bahnhöfe New Cross.
Diese verwirrende Situation blieb bis 1923 bestehen, als beide Gesellschaften in der Southern Railway aufgingen. Um weitere Verwechslungen zu vermeiden, wurde der Bahnhof an der Strecke nach Brighton in New Cross Gate umbenannt, während der Bahnhof an der Strecke nach Kent seinen Namen beibehielt. Daraus resultiert auch, dass an diesem Bahnhof die Bahnsteige mit Buchstaben statt wie in London üblich mit Zahlen bezeichnet sind.

## East London Line

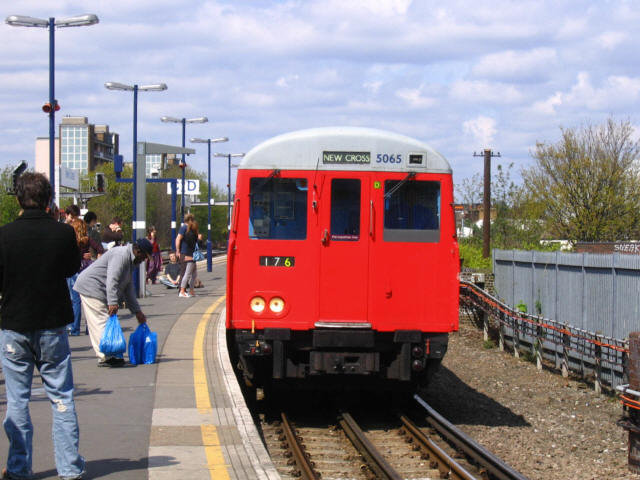
Underground-Zug der East London Line am Bahnhof New Cross (vor dem Umbau der Strecke)

Am 1. Dezember 1884 nahmen die Metropolitan Railway (MR, heute Metropolitan Line) und die Metropolitan District Railway (MDR, heute District Line) den U-Bahn-Betrieb auf. Die MDR stellte ihren Betrieb am 31. Juli 1905 ein, die MR am 2. Dezember 1906, so dass die Strecke vorübergehend nur dem Güterverkehr diente. Ab 31. März 1913 befuhren Züge der MR wieder die nunmehr elektrifizierte East London Line. Seit der Schließung der Verbindungskurve St Mary’s Curve bei Whitechapel am 5. Oktober 1941 war die East London Line betrieblich eigenständig.
Zwischen dem 25. März 1995 und dem 25. März 1998 war die gesamte Strecke wegen Renovierungs- und Modernisierungsarbeiten für jeglichen Verkehr gesperrt. Am 22. Dezember 2007 wurde die East London Line erneut geschlossen, um sie zu modernisieren und an beiden Enden zu verlängern. Seit dem 27. April 2010 ist die Strecke nach zweieinhalbjähriger Bauzeit wieder offen und ein Teil von London Overground.